# Bulbostylis capillaris
Bulbostylis capillaris är en halvgräsart som först beskrevs av Carl von Linné, och fick sitt nu gällande namn av Carl Sigismund Kunth och Charles Baron Clarke. Enligt Catalogue of Life ingår Bulbostylis capillaris i släktet Bulbostylis och familjen halvgräs, men enligt Dyntaxa är tillhörigheten istället släktet Bulbostylis och familjen halvgräs. Arten har ej påträffats i Sverige.

## Underarter
Arten delas in i följande underarter:
- B. c. antillana
- B. c. capillaris
- B. c. insulana

## Bildgalleri

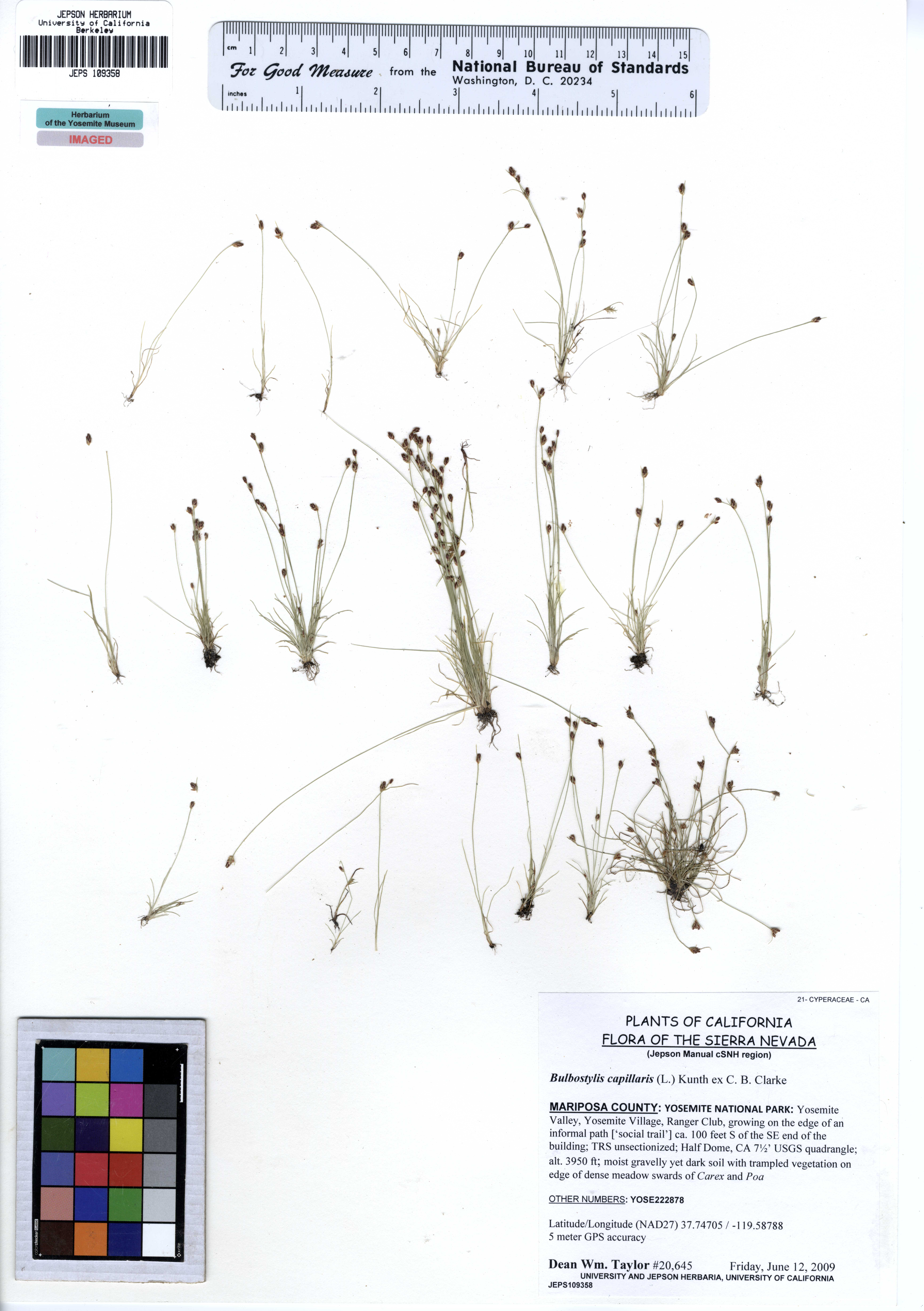